# فراتاگون
فراتاگون (Phratagone) نام یکی از زنان داریوش بزرگ که دختر آرتان است و داریوش از او دو پسر به نام‌های ابروکومس (Abrokomas) و هیپرانت (Hyperantes) داشت. باید گفت که فراتاگون نوهٔ ویشتاسب و در حقیقت برادرزادهٔ داریوش بوده‌است و پس از مرگ آرتان چون او را فرزند دیگری نبود، تمام اموالش به عنوان جهیزیه به دخترش فراتاگون رسید.